# Aphantophryne
Aphantophryne es un género de anfibios anuros de la familia Microhylidae. Estas ranas se distribuyen sobre todo por las regiones montañosas de Papúa Nueva Guinea y Nueva Guinea Occidental (Indonesia) y también en las islas de Mindanao y Camiguín (Filipinas).

## Especies
Se reconocen las siguientes cinco especies:
- Aphantophryne minuta Zweifel & Parker, 1989
- Aphantophryne nana (Brown & Alcala, 1967)
- Aphantophryne pansa Fry, 1917
- Aphantophryne parkeri (Loveridge, 1955)
- Aphantophryne sabini Zweifel & Parker, 1989